# Walter Hayman
Pour les articles homonymes, voir Hayman.
 (octobre 2018).
Walter Kurt Hayman (né Walter Haymann le 6 janvier 1926 à Cologne et mort le 1er janvier 2020) est un mathématicien britannique, qui travaille dans le domaine de l'analyse complexe.

## Formation et carrière
Walter Hayman est le fils de Franz Haymann (de) (1874-1947), qui était professeur de droit à Cologne, et Ruth Therese Hensel, la fille du mathématicien Kurt Hensel. Le père de Hayman était juif et sa chaire lui a été confisquée par les Nazis en 1935. Il part en 1938 avec sa famille en Grande-Bretagne, où se trouvent déjà des parents émigrés de Hayman, dont le pédagogue Kurt Hahn, qui a fondé en 1934 la Gordonstoun School en Écosse. Il poursuit ses études au St John's College de l'Université de Cambridge, auprès notamment Mary Cartwright et John Edensor Littlewood et il obtient son doctorat sous la direction de Mary Cartwright. Hayman devient en 1947 lecteur au King's College à Newcastle upon Tyne, et fellow de St John's College à Cambridge et la même année, maître de conférences à l'Université d'Exeter. En 1949-50, il est professeur invité à l'Université Brown et, durant l'été 1950 ainsi qu'en 1955, à l'Université Stanford auprès de George Pólya. En 1953, il est lecteur à Exeter et, en 1956, le premier professeur de mathématiques pures à l'Imperial College de Londres, où il est durant plus de 30 ans, le chef d'une école de chercheurs en théorie des fonctions. De 1978 à 1981, il est doyen du Royal College of Science. Après sa retraite en 1985, il est pendant dix ans, jusqu'en 1993, professeur à temps partiel à l'Université York et il est à partir de 1995, Senior Research Fellow à l'Imperial College.

## Travaux
Comme théoricien des fonctions, il est connu entre autres pour des résultats asymptotiques dans le cadre de la conjecture de Bieberbach (1955) et pour les alternatives de Hayman en théorie de Nevanlinna. Avec Wolfgang Fuchs, il résout le problème de retournement en théorie de Nevanlinna (complètement résolu en 1976 par David Drasin) pour les fonctions entières.

## Prix et distinctions
En 1948, il a reçu le prix Smith de Cambridge et le prix Adams (avec John Charles Burkill, Subrahmanyan Chandrasekhar et John Macnaghten Whittaker). En 1956, il est élu membre de la Royal Society. En 1955, il a reçu le prix Berwick et en 1964, il est lauréat du prix Berwick Senior. Il a reçu en 1995 la médaille De Morgan de la London Mathematical Society, dont il est le vice-président de 1982 à 1984. Hayman a été conférencier invité au Congrès international des mathématiciens en 1954 à Amsterdam (The coefficients of simple and allied functions) et en 1970 à Nice (Subharmonic functions dans {\displaystyle R^{m}}). Il est membre de l'Académie finlandaise des sciences (1978) et de l'Académie bavaroise des sciences (1982), de l'Académie des Lyncéens (1985) et il a reçu plusieurs doctorats Honoris causa (Exeter, Birmingham, Uppsala, Gießen, l'Université nationale d'Irlande à Dublin).
Parmi ses doctorants figure Alan Beardon.
Il a été marié depuis 1947 à Margaret Riley Crann, qui avait étudié les mathématiques à Cambridge et était connue comme pédagogue des mathématiques. Les deux ont fondé en 1966, poussé par une visite à Moscou, les Olympiades britanniques de mathématiques. Le couple a trois filles, dont Anne Carolyn Hayman (née en 1951), a dirigé Peace Direct (en) à partir de 2004. Après la mort de sa femme en 1994, Hayman a épousé la mathématicienne Waficka al-Katifi, qui avait obtenu son doctorat sous sa direction en 1963, et est décédée en 2001.

## Publications
- Multivalent functions, Cambridge University Press 1958, 1994
- Meromorphic functions, Oxford, Clarendon Press 1964
- Subharmonic Functions, vol. 1 (avec Patrick Brendan Kennedy), Academic Press 1976 et vol. 2, Academic Press 1989
- Lectures on approximation and value distribution, Presse Universitaire de Montreal 1982
- Function Theory, in Jean-Paul Pier Development of mathematics 1900-1950, Birkhäuser 1994
- Research problems in function theory, Athlone Press 1967
- My Life and Functions, Logic Press 2014[3]